# Nabu-kudurri-usur IV.

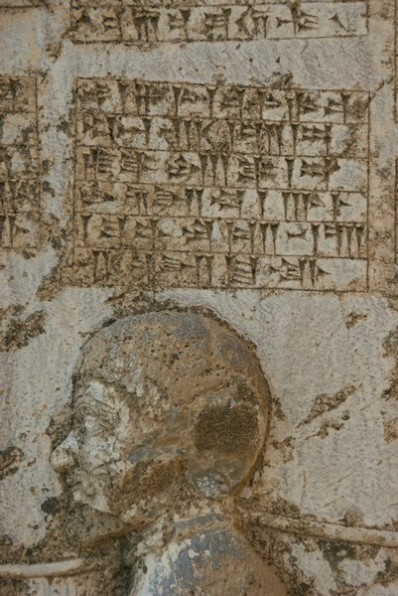
Aracha, König von Babylonien. Behistun Relief

Aracha nannte sich offiziell Nabu-kudurri-usur IV., auch Nebukadnezar IV., († 5. Dezember 521 v. Chr.) war Sohn des Chaldita. Als babylonischer König regierte er 521 v. Chr. nur knapp sieben Monate. Die erste Anordnung als Thronfolger stammt vom 17. Mai 521 v. Chr.; auf den 3. November 521 v. Chr. wurde seine letzte Verlautbarung datiert. Der Regierungstitel Sohn des Nabu-na'id und Herrschername war offenbar programmatisch am großen Vorfahren Nebukadnezar II. orientiert und bedeutet Gott Nabû schütze meinen ersten Sohn.
Der Babylonierkönig wurde anfangs offenbar nicht in ganz Babylon anerkannt, da bis zum 27. August 521 v. Chr. in verschiedenen Orten die Chronologie noch auf den Namen Dareios I. geführt wurde. Der von Dareios I. zum Feldzug nach Urartu entsandte General Intaphrenes schlug Aracha am 27. November 521 v. Chr. und nahm ihn nebst 2500 Anhängern gefangen. In Babylon angekommen, ließ Dareios I. alle töten. Ab dem 6. Dezember 521 v. Chr. wurden die Chroniken Babylons wieder nach seinem Namen geführt.